# Ahsoka (serie de televisión)
Ahsoka, también conocida como Star Wars: Ahsoka, es una serie de televisión estadounidense creada y escrita por Dave Filoni para Disney+. Es parte de la franquicia Star Wars y un derivado de la serie The Mandalorian (2019-), que tiene lugar en el mismo período temporal que esa serie y su otros spin-offs interconectados después de los eventos de Return of the Jedi (1983), al mismo tiempo que sirvieron como continuación de la serie animada Star Wars Rebels (2014-2018). La serie sigue a Ahsoka Tano mientras investiga una amenaza emergente para la galaxia tras la caída del Imperio.
Rosario Dawson interpreta a Ahsoka Tano, retomando su papel de The Mandalorian. El personaje fue creado para la serie animada Star Wars: The Clone Wars (con la voz de Ashley Eckstein), e hizo su debut en acción real en la segunda temporada de The Mandalorian. En diciembre de 2020 se anunció una serie derivada centrada en el personaje, con Dawson retomando su papel y Filoni como escritor después de que cocreó el personaje. La filmación comenzó a principios de mayo de 2022, y se reveló que aparecerían varios personajes de Rebels. En abril de 2023 se revelaron actores adicionales, destacándose Lars Mikkelsen, quien retoma su papel de Rebels como el Gran Almirante Thrawn, confirmándose además que la serie continuaría la historia establecida en Rebels.
Ahsoka se estrenó el 22 de agosto de 2023, con dos episodios. La temporada constó de ocho episodios y concluyó el 3 de octubre. Recibió críticas positivas de los críticos, que elogiaron el guion de Filoni y las actuaciones (en particular las de Dawson, Liu Bordizzo, Mikkelsen, Stevenson y Christensen). En enero de 2024, se anunció el desarrollo de una segunda temporada. 

## Premisa
Después de la caída del Imperio Galáctico en la película Return of the Jedi (1983), la ex aprendiz Jedi Ahsoka Tano se une a su propia ex aprendiz, Sabine Wren, y otros personajes de la serie animada Star Wars Rebels para evitar que el Gran Almirante Thrawn, que está varado en otra galaxia, regrese y una a los remanentes del Imperio contra la incipiente Nueva República. La primera temporada termina con Thrawn regresando de la otra galaxia, dejando a Ahsoka y Sabine varadas allí.

## Reparto y personajes

### Protagonistas
- Rosario Dawson como Ahsoka Tano: la Togruta ex aprendiz Jedi de Anakin Skywalker.[4][5]
  - Ariana Greenblatt como Ahsoka joven, que aparece como parte de los flashbacks que Ahsoka tiene de su tiempo en las Guerras Clon[6]
- Natasha Liu Bordizzo como Sabine Wren: una guerrera mandaloriana con un espíritu creativo y rebelde que luchó contra el Imperio Galáctico en Rebels.[5][7]
- Mary Elizabeth Winstead como Hera Syndulla: una general Twi'lek de la Nueva República que es la piloto del Fantasma. Luchó contra el Imperio en Rebels.[5][8]
- Ray Stevenson como Baylan Skoll: un ex Jedi que sobrevivió a la destrucción de la organización durante la Orden 66 al final de las Guerras Clon.[9][10]
- Ivanna Sakhno como Shin Hati: la aprendiz de Baylan, a quien le está enseñando a ser «algo más» que un Jedi[9][11]
- Diana Lee Inosanto como Morgan Elsbeth: una de las últimas Hermanas de la Noche que quedan, brujas de Dathomir.[5][8][12]
- David Tennant como la voz de Huyang: un droide que fabrica sables de luz y que ha estado instruyendo a los Jedi durante miles de años[5][8]
- Eman Esfandi como Ezra Bridger: un ex ladrón de Lothal que fue entrenado como Jedi por Kanan Jarrus y desapareció con Thrawn al final de Rebels[5][13]
- Evan Whitten como Jacen Syndulla: el hijo de Hera Syndulla y Kanan Jarrus que espera convertirse en un Jedi como su padre.[14]
- Genevieve O'Reilly como Mon Mothma: la canciller de la Nueva República que fue líder de la Alianza Rebelde.[10]
- Hayden Christensen como Anakin Skywalker / Darth Vader: el antiguo maestro Jedi de Ahsoka Tano que cayó al lado oscuro de la Fuerza.[15] Anakin aparece como un Fantasma de la Fuerza para terminar el entrenamiento de Ahsoka.[6]
- Lars Mikkelsen como Gran Almirante Thrawn: un oficial de alto rango del Imperio Chiss conocido por su astucia táctica. Ha estado desaparecido durante años tras desaparecer con Ezra Bridger al final de Rebels.[5][16]
- Anthony Daniels como C-3PO: un droide de protocolo que sirve a la senadora de la Nueva República Leia Organa.[17]

### Recurrente
- Paul Darnell como Marrok: un inquisidor imperial que busca Jedi.[18]
- Dave Filoni como Chopper: el droide astromecánico de Hera.[19]
- Nican Robinson como Vic Hawkins: un oficial de la flota de la Nueva República.
- Paul Sun-Hyung Lee como Carson Teva: un capitán de la flota de la Nueva República.
- Jeryl Prescott Gallien como Aktropaw: una de las Grandes Madres de las Hermanas de la Noche en Peridea.[20]
- Claudia Black como Klothow: una de las Grandes Madres de las Hermanas de la Noche en Peridea.[20]
- Jane Edwina Seymour como Lakesis: una de las Grandes Madres de las Hermanas de la Noche en Peridea.[20]
- Wes Chatham como Enoch: un stormtrooper de élite que es el capitán de la Guardia de Thrawn.[21]

### Invitados
- Mark Rolston como Hayle: el capitán de la nave de prisioneros en la que Morgan está siendo transportada[22]
- Clancy Brown como Ryder Azadi: el gobernador de Lothal[23]
- Vinny Thomas como Jai Kell: un senador de Lothal[24]
- Peter Jacobson como Myn Weaver: un espía del Imperio Galáctico que trabaja como supervisor regional de un astillero de Corellia[25]
- Nelson Lee como Hamato Xiono: un senador que no cree que Thrawn y Ezra puedan ser encontrados[26]
- Jacqueline Antaramian como Rodrigo: una senadora de la Nueva República[10]
- Maurice Irvin como Mawood: un senador de la Nueva República[10]
- Brendan Wayne como Lander: un teniente de la flota de la Nueva República[27]
- Temuera Morrison como Capitán Rex: el capitán clon, y más tarde comandante, de la Legión 501 que sirvió bajo el mando de Anakin y Ahsoka durante las guerras Clon[28]
- Elden Bennett como Almirante Ackbar: un Mon Calamari almirante de la Nueva República[29]

## Episodios
| Temporada | Temporada | Episodios | Episodios | Lanzamiento original | Lanzamiento original |
| Temporada | Temporada | Episodios | Episodios | Primera emisión      | Última emisión       |
| --------- | --------- | --------- | --------- | -------------------- | -------------------- |
|           | 1         | 8         | 8         | 22 de agosto de 2023 | 3 de octubre de 2023 |
|           | 2         | -         | -         | -                    | -                    |

### Temporada 1 (2023)
| N.º | Título                                            | Dirigido por       | Escrito por | Fecha de lanzamiento original |
| --- | ------------------------------------------------- | ------------------ | ----------- | ----------------------------- |
| 1   | «Part One: Master and Apprentice»                 | Dave Filoni        | Dave Filoni | 22 de agosto de 2023          |
| 2   | «Part Two: Toil and Trouble»                      | Steph Green        | Dave Filoni | 22 de agosto de 2023          |
| 3   | «Part Three: Time to Fly»                         | Steph Green        | Dave Filoni | 29 de agosto de 2023          |
| 4   | «Part Four: Fallen Jedi»                          | Peter Ramsey       | Dave Filoni | 5 de septiembre de 2023       |
| 5   | «Part Five: Shadow Warrior»                       | Dave Filoni        | Dave Filoni | 12 de septiembre de 2023      |
| 6   | «Part Six: Far, Far Away»                         | Jennifer Getzinger | Dave Filoni | 19 de septiembre de 2023      |
| 7   | «Part Seven: Dreams and Madness»                  | Geeta Patel        | Dave Filoni | 26 de septiembre de 2023      |
| 8   | «Part Eight: The Jedi, the Witch and the Warlord» | Rick Famuyiwa      | Dave Filoni | 3 de octubre de 2023          |

### Temporada 2
| N.º en serie | N.º en temp. | Título | Dirigido por | Escrito por | Fecha de lanzamiento original |
| ------------ | ------------ | ------ | ------------ | ----------- | ----------------------------- |
| 9            | 1            | —      | —            | —           | —                             |

La segunda temporada se confirmó en enero de 2024 y consiste en ocho episodios todos escritos por Dave Filoni.

## Producción

### Antecedentes
Ahsoka Tano fue creada para la serie animada Star Wars: The Clone Wars por el creador original de Star Wars, George Lucas, y el director supervisor de The Clone Wars, Dave Filoni. Con la voz de Ashley Eckstein, el personaje es presentado como el aprendiz Jedi de Anakin Skywalker, el personaje principal de las películas de la precuela de Star Wars. Ahsoka se convirtió en una favorita de los fanáticos en el transcurso de The Clone Wars y Eckstein repitió su papel para la serie animada de seguimiento Star Wars Rebels. Rebels fue cocreada por Filoni y se centra en un grupo de héroes que resisten al Imperio Galáctico: el Jedi Kanan Jarrus, su aprendiz Ezra Bridger, el piloto Hera Syndulla, la guerrera mandaloriana Sabine Wren, Zeb Orrelios y el droide de Hera Chopper. Durante Rebels, Ahsoka se entera de que Anakin ha caído al lado oscuro de la Fuerza y se ha convertido en el señor Sith Darth Vader. En la temporada final de Star Wars Rebels, Kanan sacrifica su vida y Ezra es llevado a un lugar desconocido con el antagonista Gran Almirante Thrawn. La serie termina con un epílogo en el que Ahsoka se une a Sabine para buscar a Ezra, lo que lleva a especular sobre una nueva serie centrada en ellos. Filoni dijo que tenía ideas para esa historia, pero que no había nada en desarrollo. Describió la unión de los dos personajes como «una unificación de Clone Wars y Rebels» y dijo que no querría que alguien más contara su historia.
La franquicia se expandió a la televisión de acción real con la serie de Disney+ The Mandalorian en 2019. El creador Jon Favreau trabajó con Filoni para desarrollar la serie, que se desarrolla después de la caída del Imperio. Al pensar en una forma de revelar detalles sobre los Jedi a los personajes de la serie, Filoni se dio cuenta de que Ahsoka podría proporcionar esta información. Después de escribir y dirigir episodios de la primera temporada, se sintió lo suficientemente seguro de sus habilidades cinematográficas como para poder presentarla en acción real en la segunda temporada sin «arruinar[lo]»; para Filoni era importante que los fanes que crecieron viendo a la Ahsoka animada sintieran que una versión de acción real era el mismo personaje. El CEO de Disney, Bob Iger, dijo en febrero de 2020 que se estaban considerando spin-offs de The Mandalorian y que había potencial para agregar personajes a la serie para luego darles su propia serie. Se informó que Rosario Dawson fue elegida para interpretar a Ahsoka para la segunda temporada un mes después, pero esto no se confirmó oficialmente hasta que se lanzó el episodio en el que aparece, Chapter 13: The Jedi, en noviembre. Dawson estudió actuación con Hayden Christensen, quien interpretó a Anakin en las películas de la precuela, y expresó su interés por interpretar a Ahsoka en una película de acción real después de que un fanático sugiriera su elección en febrero de 2017. Filoni escribió y dirigió el episodio, que muestra a Ahsoka buscando a Thrawn; Filoni sugirió que esto era antes de que Ahsoka se una a Sabine en el epílogo de Rebels. El episodio presenta a Diana Lee Inosanto como Morgan Elsbeth, una sirvienta de Thrawn.

### Desarrollo

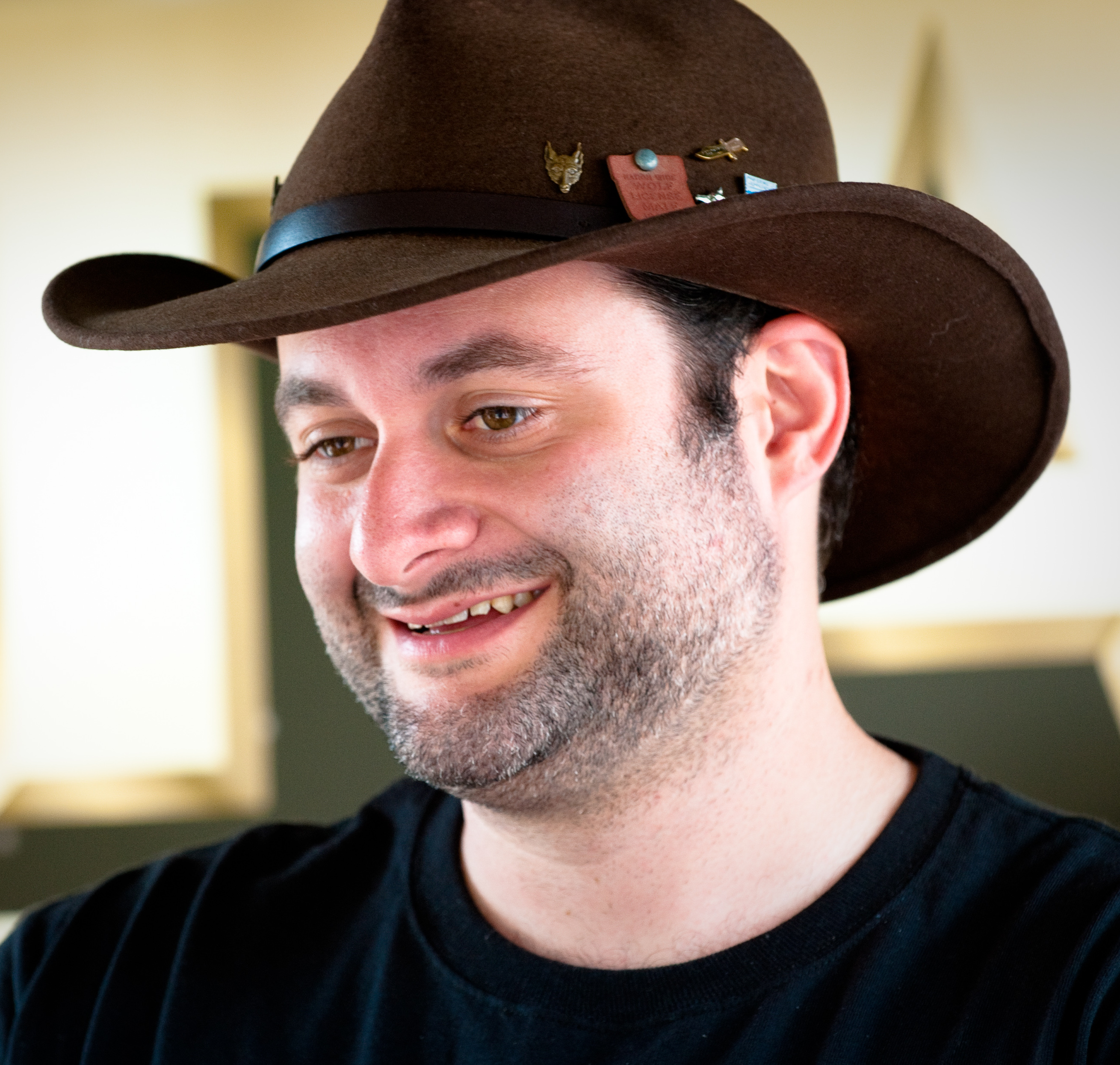
El creador y showrunner Dave Filoni escribió los ocho episodios de la primera temporada, continuando las historias que estableció en las series animadas Star Wars: The Clone Wars y Star Wars Rebels

El director ejecutivo de Disney, Bob Iger, dijo en febrero de 2020 que se estaban considerando varios spin-offs de la serie de acción real de Star Wars, The Mandalorian (2019-2023), y que existía la posibilidad de agregar nuevos personajes a la serie para luego darles su propia serie. Un mes después, Rosario Dawson fue elegida para interpretar a Ahsoka Tano en la segunda temporada de The Mandalorian, aparece en el «Capítulo 13: Los Jedi», que fue escrito y dirigido por el productor ejecutivo Dave Filoni. Este cocreó a Ahsoka con el creador de Star Wars, George Lucas, para la serie animada Star Wars: The Clone Wars (2008-2020) y luego la incluyó en su siguiente serie animada Star Wars Rebels (2014-2018).
En diciembre de 2020, Lucasfilm anunció varias series derivadas de The Mandalorian, incluidas The Book of Boba Fett (2021) y Ahsoka Tano, también conocida como Star Wars: Ahsoka. La nueva serie está ambientada en el mismo marco temporal que The Mandalorian, durante los treinta años que median entre las películas El Retorno del Jedi (1983) y Star Wars: El Despertar de la Fuerza (2015) y se planeó que culminara en un «evento histórico culminante». Filoni indicó que esto implicaría un conflicto con los restos del Imperio Galáctico que Ahsoka ayuda a construir. La serie estaba siendo desarrollada simultáneamente por el creador de The Mandalorian, Jon Favreau, y Filoni, siendo este último el creador, guionista, productor principal y showrunner en Ahsoka. Kathleen Kennedy, Carrie Beck y Colin Wilson de Lucasfilm también fueron elegidos como productores ejecutivos de la serie.
Ahsoka inicialmente iba a ser una miniseries, pero Disney no lo incluyó como tal en febrero de 2023. No fue hasta abril de ese mismo año, cuando se reveló que la serie tendría ocho episodios, Se anunció que Filoni haría una película que serviría como culminación de las historias interconectadas de The Mandalorian y sus secuelas. En noviembre, Filoni reveló que ahora era el director creativo de Lucasfilm y que participaría directamente en la planificación de futuras películas y series. En ese momento, estaba considerando una segunda temporada de la serie, y Lucasfilm anunció oficialmente que Filoni estaba desarrollando la temporada en enero de 2024, que se realizaría antes de la película planeada.

### Guion
Al final de Rebels, el protagonista principal Ezra Bridger es llevado a un lugar desconocido con el antagonista, el Gran Almirante Thrawn. En un epílogo, Ahsoka se une a Sabine Wren para buscar a Ezra, lo que preparaba una historia futura que Filoni quería contar. Así describió la unión de Ahsoka y Sabine como «una unificación de las Guerras Clon y los Rebeldes». Después de diversas especulaciones e informes sobre la serie, Filoni confirmó que Ahsoka continuará la historia que estableció en el epílogo de Rebels, y exploraría diversos aspectos de Ahsoka de The Clone Wars y Rebels que no había podido hasta ahora. Cuando se le preguntó si la serie era efectivamente una quinta temporada de Rebels, Filoni dijo que era «una forma de verlo», pero también veía todos sus proyectos de Star Wars como una historia más grande.
Ahsoka asume a Sabine como su aprendiz Padawan en la serie, algo que Filoni había estado planeando para los dos personajes desde el final de Rebels. Las relaciones entre maestros y aprendices se convirtieron en un tema clave a lo largo de la primera temporada de la serie,: 2–3  que también explora la relación de Ahsoka con su antiguo maestro Anakin Skywalker.

### Casting

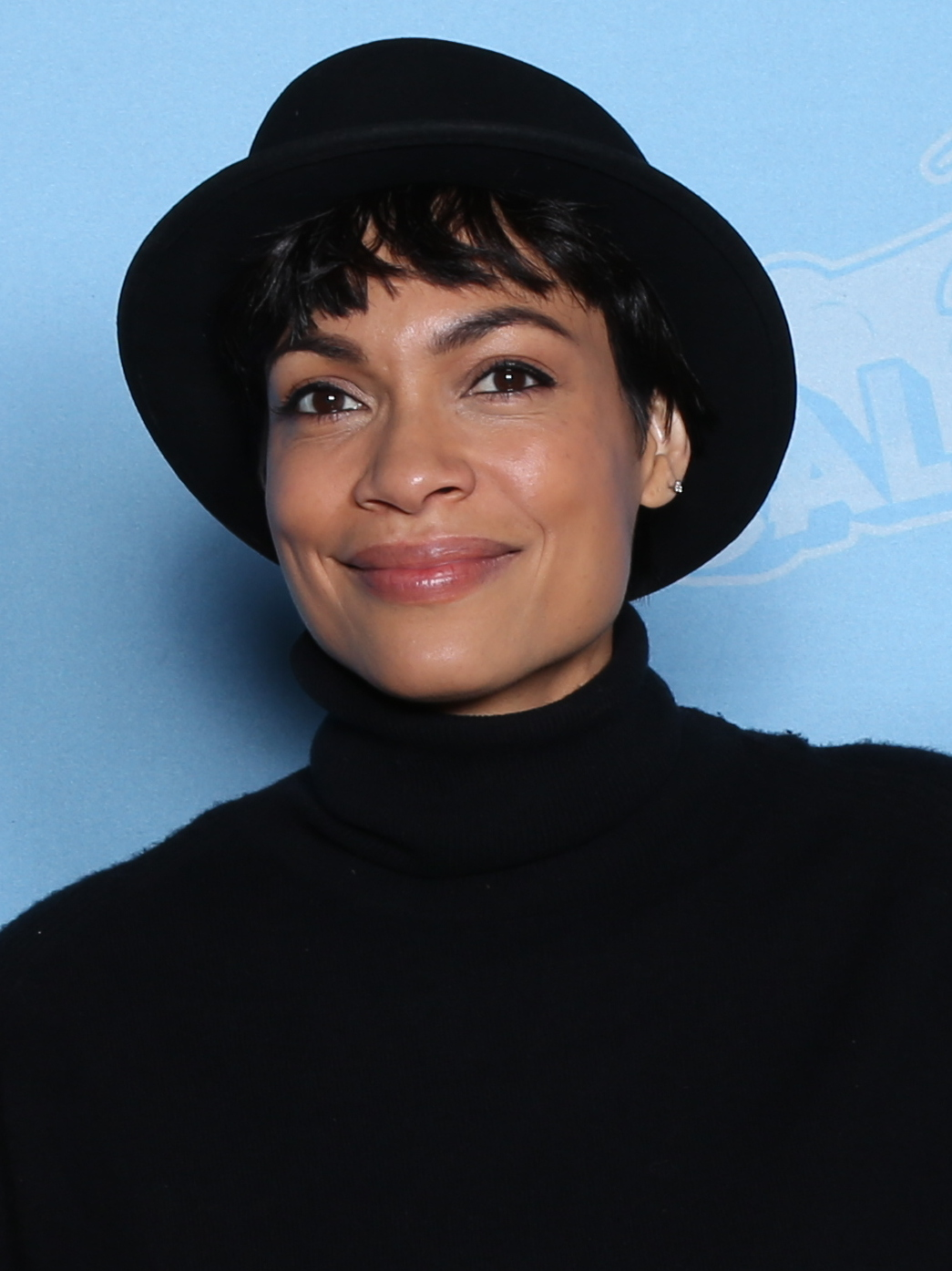
Rosario Dawson interpreta a Ahsoka Tano, repitiendo su papel de The Mandalorian

En diciembre de 2020, se confirmó que Rosario Dawson repetiría su papel de Ahsoka Tano de The Mandalorian con el anuncio de la serie; Ahsoka fue interpretada por Ashley Eckstein en la serie animada. En octubre de 2021, Hayden Christensen se anunció que repetiría su papel de Anakin de las películas de Star Wars, mientras que Natasha Liu Bordizzo fue seleccionada para interpretar a Sabine un mes después, reemplazando a Tiya Sircar, quien prestó su voz al personaje en Rebels. Ivanna Sakhno también fue seleccionada en noviembre. Mary Elizabeth Winstead se incorporó al elenco en enero de 2022 y Ray Stevenson se unió al elenco al mes siguiente. Stevenson previamente prestó su voz a Gar Saxon en Rebels y The Clone Wars. En septiembre, Eman Esfandi fue elegido para interpretar a Ezra, a quien Taylor Gray prestó su voz en Rebels.
En la Star Wars Celebration London en abril de 2023, se reveló que Winstead interpretaría al personaje de Rebels, Hera Syndulla, reemplazando a la actriz de voz Vanessa Marshall; también se reveló que Sakhno y Stevenson interpretarán a los nuevos antagonistas Shin Hati y Baylan Skoll, respectivamente; y se anunció que varios actores repetirán sus papeles de proyectos anteriores de Star Wars: Diana Lee Inosanto como Morgan Elsbeth de The Mandalorian, Genevieve O'Reilly como Mon Mothma de las películas de Star Wars y la serie Andor, David Tennant como el droide Huyang de The Clone Wars y Lars Mikkelsen como Thrawn de Rebels. El tercer episodio de la primera temporada presenta a Evan Whitten como Jacen Syndulla, el hijo de Hera; Ariana Greenblatt interpreta a Ahsoka de joven en los flashbacks de las Guerras Clon en el quinto episodio. y Anthony Daniels repite su papel en el cine y la televisión de Star Wars como el droide C-3PO en el séptimo episodio.
Dawson, Bordizzo, Esfandi, y Christensen volvieron a protagonizar la segunda temporada. En enero de 2025, Rory McCann fue seleccionado para reemplazar a Stevenson—quien murió en 2023—como Baylan Skoll.

### Diseño
Los encargados de diseño de The Mandalorian y The Book of Boba Fett regresaron para Ahsoka, incluidos los diseñadores de producción Andrew L. Jones y Doug Chiang, la diseñadora de vestuario Shawna Trpcic, la diseñadora de peluquería María Sandoval, y el jefe de utilería Josh Roth. Trpcic murió poco después del estreno de la primera temporada. Legacy Effects también volvió a crear marionetas y animatrónicos. La primera temporada comienza con un texto introductorio similar al de las películas principales de Star Wars. El texto introductorio de Ahsoka se diferencia del de las películas por su texto en rojo y un formato más simple. Al igual que en las anteriores series de acción real de Star Wars, las empuñaduras de los sables de luz se conectaron a tubos brillantes para crear una iluminación interactiva en el set. Filoni consideró que algunas series anteriores habían exagerado el brillo de los sables de luz y quería que los niveles de luz de Ahsoka se acercaran más a los de las películas de Star Wars. La tecnología para ocultar las baterías que se utilizaban para la iluminación de los sables de luz fue mejorada con respecto a The Mandalorian.

### Rodaje
El rodaje de la primera temporada comenzó el 9 de mayo de 2022, en Manhattan Beach Studios en Los Ángeles, California, bajo el título provisional de Stormcrow. Había dos equipos de filmación que filmaban escenas de varios episodios diferentes simultáneamente, y los horarios se reorganizaban con frecuencia. Sin embargo, también habían reducido la duración de la filmación.
La serie utilizó la tecnología de producción virtual StageCraft del estudio de efectos visuales Industrial Light & Magic, que se desarrolló para The Mandalorian. Esto implica filmar en un set de «volumen» rodeado por una pared de video led circular en la que se pueden mostrar fondos digitales en tiempo real.  También se utilizan escenarios tradicionales de pantalla azul, así como ubicaciones al aire libre, para algunas escenas. Los directores y directores de fotografía pasaron ocho meses creando y editando previsualizaciones de cada episodio utilizando cámaras y auriculares de realidad virtual antes del rodaje. El rodaje duró seis meses y finalizó en octubre de 2022.
El rodaje de la segunda temporada comenzó el 28 de abril de 2025, en el Reino Unido.

### Música
En abril de 2023, durante la celebración de Star Wars en Londres, se reveló que Kevin Kiner compondría la música de Ahsoka, después de haber compuesto previamente la música de la serie animada The Clone Wars, Rebels, The Bad Batch y Tales of the Jedi Sean Kiner, Deana Kiner y David Glen Russell proporcionan música adicional para la serie.
Walt Disney Records lanzará la partitura de Ahsoka en dos volúmenes: música de los primeros cuatro episodios, incluida la canción de «Igyah Kah», que fue coescrita por Kevin Kiner, Ludwig Göransson, Deana Kiner y Noah Gorelick, y con la voz de Sarah Tudzin, se lanzó digitalmente el 15 de septiembre de 2023; Se espera que en octubre se lance un segundo volumen, que cubrirá la música de los últimos cuatro episodios.
Toda la música compuesta por Kevin Kiner, Sean Kiner and Deana Kiner, except where noted.. 
| Ahsoka – Vol. 1 (Episodios 1–4) [Original Score] |                                |                                                                          |          |  |
| N.º                                              | Título                         | Artista(s)                                                               | Duración |  |
| 1.                                               | «The Update»                   |                                                                          | 4:50     |  |
| 2.                                               | «Master and Apprentice»        |                                                                          | 2:20     |  |
| 3.                                               | «The Map»                      |                                                                          | 5:18     |  |
| 4.                                               | «Assassin Ambush»              |                                                                          | 2:37     |  |
| 5.                                               | «The New Republic»             |                                                                          | 4:59     |  |
| 6.                                               | «Where Is Sabine?»             | David Glen Russell                                                       | 1:36     |  |
| 7.                                               | «Igyah Kah»                    | Kevin Kiner, Ludwig Göransson, Deana Kiner, Noah Gorelick & Sarah Tudzin | 2:51     |  |
| 8.                                               | «Ezra's Recording»             |                                                                          | 2:25     |  |
| 9.                                               | «Witch Ruins»                  |                                                                          | 2:36     |  |
| 10.                                              | «Should Have Been a Good Jedi» |                                                                          | 5:43     |  |
| 11.                                              | «Like So Many Jedi»            | Kevin Kiner, David Glen Russell, Sean Kiner & Deana Kiner                | 2:38     |  |
| 12.                                              | «Studying the Orb»             |                                                                          | 4:26     |  |
| 13.                                              | «Ahsoka and Hera»              |                                                                          | 2:01     |  |
| 14.                                              | «Shin and Sabine»              |                                                                          | 4:20     |  |
| 15.                                              | «Ahsoka – End Credits»         |                                                                          | 3:45     |  |
| 16.                                              | «Secrets of The Map»           |                                                                          | 1:25     |  |
| 17.                                              | «Done Enough»                  | Kevin Kiner, David Glen Russell, Sean Kiner & Deana Kiner                | 1:16     |  |
| 18.                                              | «Opening the Map»              |                                                                          | 2:10     |  |
| 19.                                              | «Searching the Room»           |                                                                          | 2:31     |  |
| 20.                                              | «Bypass»                       |                                                                          | 2:58     |  |
| 21.                                              | «Morgan and Baylan»            |                                                                          | 4:42     |  |
| 22.                                              | «Corellian Shipyard»           |                                                                          | 6:06     |  |
| 23.                                              | «Loyalists»                    | Kevin Kiner, David Glen Russell, Sean Kiner & Deana Kiner                | 1:34     |  |
| 24.                                              | «Sabine's Armor»               |                                                                          | 5:46     |  |
| 25.                                              | «The Eye»                      |                                                                          | 2:03     |  |
| 26.                                              | «Enemies Are Multiplying»      |                                                                          | 1:27     |  |
| 27.                                              | «More Than Just Your Eyes»     |                                                                          | 3:44     |  |
| 28.                                              | «Briefing the Senators»        |                                                                          | 3:14     |  |
| 29.                                              | «Not Gifted»                   |                                                                          | 2:25     |  |
| 30.                                              | «You Don't Know That»          | David Glen Russell                                                       | 5:36     |  |
| 31.                                              | «I Shall Deal with Them»       |                                                                          | 3:06     |  |
| 32.                                              | «Stepping Out»                 |                                                                          | 2:14     |  |
| 33.                                              | «The Whale Pod»                | Kevin Kiner, David Glen Russell, Sean Kiner & Deana Kiner                | 3:21     |  |
| 34.                                              | «Hunt Them Down»               |                                                                          | 2:02     |  |
| 35.                                              | «Not the Time for a Lesson»    |                                                                          | 1:01     |  |
| 36.                                              | «Can I Count on You?»          |                                                                          | 3:18     |  |
| 37.                                              | «Move In»                      |                                                                          | 2:56     |  |
| 38.                                              | «Huyang Cuts The Power»        |                                                                          | 1:32     |  |
| 39.                                              | «Watch Me»                     |                                                                          | 2:19     |  |
| 40.                                              | «Meet Up with Baylan»          |                                                                          | 2:23     |  |
| 41.                                              | «Fight in the Woods»           |                                                                          | 3:53     |  |
| 42.                                              | «Ahsoka and Baylan»            |                                                                          | 4:06     |  |
| 43.                                              | «Do It»                        |                                                                          | 3:12     |  |
| 44.                                              | «Can't Follow Us»              | David Glen Russell                                                       | 5:24     |  |
| 45.                                              | «Something Familiar»           |                                                                          | 0:55     |  |
| 46.                                              | «Igyah Kah (Demo)»             | Kevin Kiner, Ludwig Göransson, Deana Kiner, Noah Gorelick & Sarah Tudzin | 2:41     |  |

| Ahsoka – Vol. 2 (Episodios 5–8) [Original Soundtrack] |                                |                                                           |          |  |
| N.º                                                   | Título                         | Artista(s)                                                | Duración |  |
| 1.                                                    | «Death and Destruction»        |                                                           | 1:48     |  |
| 2.                                                    | «Searching»                    |                                                           | 4:10     |  |
| 3.                                                    | «A Chance»                     |                                                           | 1:37     |  |
| 4.                                                    | «I Can Feel It»                |                                                           | 3:42     |  |
| 5.                                                    | «From the Mist»                |                                                           | 2:34     |  |
| 6.                                                    | «Teaching You How to Lead»     |                                                           | 4:15     |  |
| 7.                                                    | «Searching for the Shoreline»  |                                                           | 1:05     |  |
| 8.                                                    | «You're a Warrior Now»         |                                                           | 3:59     |  |
| 9.                                                    | «Floating»                     |                                                           | 4:12     |  |
| 10.                                                   | «Awakening»                    |                                                           | 2:16     |  |
| 11.                                                   | «Listening to the Force»       |                                                           | 3:08     |  |
| 12.                                                   | «The Space Whales»             | David Glen Russell                                        | 4:49     |  |
| 13.                                                   | «Communing»                    |                                                           | 1:47     |  |
| 14.                                                   | «The Hyperspace Jump»          |                                                           | 3:12     |  |
| 15.                                                   | «Loyalists (Extended Version)» | Kevin Kiner, David Glen Russell, Sean Kiner & Deana Kiner | 5:17     |  |
| 16.                                                   | «Prepare for the Worst»        |                                                           | 1:11     |  |
| 17.                                                   | «Far, Far Away»                |                                                           | 0:34     |  |
| 18.                                                   | «To the Surface»               |                                                           | 4:56     |  |
| 19.                                                   | «Something Wicked»             |                                                           | 3:30     |  |
| 20.                                                   | «Baylan's Plans»               |                                                           | 3:15     |  |
| 21.                                                   | «Grand Admiral Thrawn»         |                                                           | 5:52     |  |
| 22.                                                   | «Sabine Rides Off»             |                                                           | 2:24     |  |
| 23.                                                   | «Stranded or Killed»           | Kevin Kiner, David Glen Russell, Sean Kiner & Deana Kiner | 2:14     |  |
| 24.                                                   | «Coward»                       |                                                           | 2:12     |  |
| 25.                                                   | «That's a Rock»                | David Glen Russell                                        | 2:46     |  |
| 26.                                                   | «I See Bandits»                |                                                           | 2:39     |  |
| 27.                                                   | «It Worked, Didn't It?»        |                                                           | 4:29     |  |
| 28.                                                   | «Another Is Coming»            |                                                           | 1:55     |  |
| 29.                                                   | «Thrawn's Arrival»             |                                                           | 3:47     |  |
| 30.                                                   | «Primary Objective»            |                                                           | 1:36     |  |
| 31.                                                   | «Senate Hearing»               |                                                           | 1:41     |  |
| 32.                                                   | «Don't Be Afraid»              |                                                           | 2:14     |  |
| 33.                                                   | «Field of Bones»               | Kevin Kiner, David Glen Russell, Sean Kiner & Deana Kiner | 5:50     |  |
| 34.                                                   | «Getting Home»                 |                                                           | 3:18     |  |
| 35.                                                   | «They're All Connected»        |                                                           | 1:44     |  |
| 36.                                                   | «On Her Own»                   |                                                           | 3:17     |  |
| 37.                                                   | «Circle Up»                    |                                                           | 2:31     |  |
| 38.                                                   | «Not This Again»               |                                                           | 2:45     |  |
| 39.                                                   | «Baylan's Decision»            |                                                           | 3:16     |  |
| 40.                                                   | «What I See»                   |                                                           | 3:37     |  |
| 41.                                                   | «Clearly I Was Wrong»          |                                                           | 2:47     |  |
| 42.                                                   | «It's Complicated»             |                                                           | 1:27     |  |
| 43.                                                   | «Never Again»                  |                                                           | 5:27     |  |
| 44.                                                   | «I Have a System»              |                                                           | 3:14     |  |
| 45.                                                   | «I'll Be There for You»        |                                                           | 2:22     |  |
| 46.                                                   | «Only If We Let It»            | David Glen Russell                                        | 1:41     |  |
| 47.                                                   | «Prepare»                      |                                                           | 1:27     |  |
| 48.                                                   | «Rain Hellfire»                |                                                           | 2:47     |  |
| 49.                                                   | «This Is New»                  |                                                           | 2:02     |  |
| 50.                                                   | «I Understand»                 |                                                           | 1:37     |  |
| 51.                                                   | «I'll Handle This»             |                                                           | 2:08     |  |
| 52.                                                   | «Use the Force»                |                                                           | 2:03     |  |
| 53.                                                   | «What Was Required»            |                                                           | 2:45     |  |
| 54.                                                   | «Open Fire»                    | David Glen Russell                                        | 1:19     |  |
| 55.                                                   | «A Ronin»                      |                                                           | 2:17     |  |
| 56.                                                   | «Epilogue Part I»              |                                                           | 3:19     |  |
| 57.                                                   | «Epilogue Part II»             |                                                           | 5:06     |  |

## Marketing
Filoni y Favreau promocionaron la serie en la celebración de Star Wars en Anaheim el 26 de mayo de 2022, durante un panel para Lucasfilm. Dawson apareció con el disfraz completo a través de un mensaje de video desde el set de rodaje de la serie, antes de aparecer en persona el 28 de mayo en un panel para The Mandalorian y The Book of Boba Fett. Ese panel incluyó a Filoni, Favreau, Bordizzo y Chopper, y mostró imágenes de las primeras tres semanas de filmación. Filoni, Favreau, Dawson y Bordizzo presentaron el primer tráiler de la serie en la Celebración de Star Wars en Londres el 7 de abril de 2023, con imágenes adicionales y la confirmación del casting de Mikkelsen como Thrawn al día siguiente.
A mediados de agosto se estrenó un mediometraje titulado Master & Apprentice: A Special Look at Ahsoka, centrado en las relaciones mentor-alumno en Star Wars, así como en la relación de la vida real entre George Lucas y Dave Filoni.

## Estreno
Ahsoka se estrenó en Disney+ el 22 de agosto de 2023 a las 9:00 p. m. (ET), con dos episodios. Los episodios posteriores se lanzaron semanalmente los martes a esa hora, y la serie finalizó el 3 de octubre de 2023, y constó de ocho episodios.
Inicialmente, la serie estaba programada para estrenarse el 23 de agosto y los miércoles a las 3:00 a. m. (ET), antes de pasar a su horario de lanzamiento del martes. En España, los dos primeros capítulos se estrenaron el 23 de agosto a las 3:00 a. m. (CET), manteniendo su estreno de los miércoles. El quinto episodio se estrenó en cines el 12 de septiembre de 2023 y se proyectó en diez salas de Estados Unidos, así como en un evento en el Reino Unido.

## Recepción

### Audiencia
Disney y Lucasfilm anunciaron que la «Parte uno» tuvo catorce millones de reproducciones en los cinco días posteriores a su lanzamiento, convirtiéndose en el título más visto en Disney+ durante la semana de su lanzamiento; Disney definió las vistas como el tiempo total de transmisión dividido por el tiempo de ejecución, que The Hollywood Reporter equivalía a 784 millones de minutos. Según Samba TV, el primer episodio fue visto en 1,2 millones de hogares durante sus primeros cinco días. Según el agregador de streaming Reelgood, Ahsoka fue el programa más reproducido en todas las plataformas en los Estados Unidos durante la semana del 24 al 31 de agosto de 2023. Según TV Time de Whip Media, Ahsoka volvió a ser el programa más reproducido en todas las plataformas en los Estados Unidos durante la semana del 4 al 10 de septiembre de 2023, durante la semana del 11 al 17 de septiembre de 2023, y durante la semana del 18 al 24 de septiembre de 2023.

### Crítica
El agregador de reseñas Rotten Tomatoes informa que el 88% de 170 críticos dieron a la serie una reseña positiva, con una calificación promedio de 7,3/10. El consenso crítico del sitio web dice: «Elevado por el sólido desempeño de Rosario Dawson en el papel principal y una sólida historia que equilibra elementos nuevos y viejos de la saga Star Wars, Ahsoka es una visita obligada para los fanáticos de la franquicia». Por su parte el sitio web Metacritic, que utiliza un promedio ponderado, asignó a la película una puntuación de 68 sobre 100, basada en 25 críticas, lo que indica «críticas generalmente favorables».
Los críticos consideraron que la temporada fue un buen comienzo para los fanes de Star Wars. Las actuaciones de Dawson y Stevenson recibieron elogios, pero otras actuaciones fueron criticadas por ser «rígidas» y también criticaron el ritmo lento de la temporada.

## Medios relacionados
En febrero de 2024, Marvel Comics anunció una miniserie de cómics de ocho números titulada "Star Wars: Ahsoka", que adapta la primera temporada de la serie. Escrita por Rodney Barnes con ilustraciones de Steven Cummings y Georges Jeanty, la miniserie se estrenó en julio.